# Alain Minier
Pour les articles homonymes, voir Minier.
Alain Minier est un scénariste et réalisateur français.

## Filmographie

### Courts métrages
- 1991 : Le Pain quotidien
- 1992 : Caty
- 1994 : Oui papa
- 1994 : Amougga
- 1998 : L'erreur est humaine
- 2009 : Un p'tit gars de Ménilmontant

### Long métrage
- 2013 : Un p'tit gars de Ménilmontant